# Pteralyxia laurifolia
Pteralyxia laurifolia là một loài thực vật có hoa trong họ La bố ma. Loài này được (Lodd.) Leeuwenb. miêu tả khoa học đầu tiên năm 1998.